# パリ症候群
パリ症候群（パリしょうこうぐん、仏: syndrome de Paris, 英: Paris syndrome）とは、「流行の発信地」などといったイメージに憧れてパリで暮らし始めた外国人が、現地の習慣や文化などにうまく適応できずに精神的なバランスを崩し、鬱病に近い症状を訴える状態を指す精神医学用語である。具体的な症状としては「日常生活のストレスが高じ、妄想や幻覚、自律神経の失調や抑うつ症状をまねく」という。

## 概要
1991年（平成3年）に、精神科医の太田博昭は同名の著書を出版し、それ以降この症状が認知され始めた。その後2004年にフランスの精神医学誌『Nervure』にフランスの精神科医らと太田の共著により論文が掲載され、のちに『リベラシオン』などのフランスの新聞やBBCなどの各国のメディアでも紹介された。この際に報じられた「日本大使館による24時間対応のホットライン」の存在は大使館が否定している。
「パリにやってきて、後に生気を失った顔で帰国する日本人女性」はパリにおける一種の名物ともなっており、日本や日本人とは全く関係のない題材のエッセイに唐突に登場するといったこともしばしばである。近年では、増加した中国人観光客の中にも発症する人が増えているという。

## 発症しやすい人物像
発症者で多いのは、裕福な家庭に育った20 - 30代の日本人女性とされる。この中の多くの者は、小説や映画などによってつくられたイメージに影響を受け、パリでファッション・旅行・メディアなどの仕事に就くことを希望したり「留学」「ワーキング・ホリデー」のため渡仏した場合が多い。日仏医学協会会長のマリオ・ルヌーによれば、そのイメージとは具体的には下記のようなもので、現実のパリとは程遠いこうした虚飾を煽り立てているのが、雑誌などのマスメディアであるという。
フランス語学者森田美里 によると、フランス語会話において舌打ちが聞こえる人と、パリ症候群になりやすい日本人の特徴は非常によく似ているという。フランス語の会話で使われるフィラー（会話の合間に使われる感動詞の一種）を、日本での舌打ちと誤解し、精神的なストレスになってしまうというものである。その原因は、フランス語に関する彼らの能力・学習方法の未熟さである、と森田は報告している。

## 原因と症状
内的な要因としては、前出の様に胸に描いてきた理想のパリと現実のそれとのあまりの落差（好例は「絵画のような美しい街並」とのイメージに対する現実の薄汚れた街並など）に対する当惑や、求める職が見つからない、語学（フランス語）も上達しない、などが重なることである。外的な要因としては、「場の空気」と表現されるような、感情を敏感に察して思いやってくれる日本の文化でのコミュニケーションと異なる、自分の主張を明確に伝えることが要求されるフランスの文化に適応できなくなっていることがある。社会的な要因としては、メディアや教育において伝えられているパリが現実と違うことがある。実際にパリに行く前に現実を知っていればこのような症状になりえない。
代表的な症状としては、2019年5月の欧州連合人種差別報告書によると、フランスはオランダ、スウェーデンと並んで、日本人を含むアジア人に対する差別が少ない欧州連合のトップ3に入るにもかかわらず、「フランス人に差別されている」という妄想や幻覚、パリで受け入れられない自分を責めることなどが挙げられる。

## 批判
日本人はパリ滞在の末に、極端な国粋主義者になるか、反対にパリに固執してパリ症候群になる両極端の傾向がある、と太田は解釈している。しかし、フランス史学者・政治思想史学者の武田千夏によれば、太田自身に国粋主義（日本幻想）が読み取れないこともないとしている。太田は日仏のサービスの違いを問題視し、
と記している。
太田の解釈に対してフランス人は、問題が日本人側にあると見る傾向がある。パリ症候群に関して、逆に「なぜ日本に住むフランス人は『日本症候群』を患わないのか」という疑問も投げかけられている。フランスのメディアにおいてとりわけ辛辣なのは、2004年12月13日付けの『リベラシオン』の記事である。そこには複数のフランス人の意見が掲載され、彼らはおしなべて、渡航以前に潜在する日本人の心理的脆弱さを問題視している。
- 「旅行中には、ありふれた落ち込みが極度の心理的病へと発展してしまう。旅行が患者の妄想を引き出し、以前から存在した心理的病状が顕在化することがある」
- 「日本の若い女性は甘やかされ、過保護で育てられたお嬢さんたちだ。西欧的な自由に免疫がないので、変になってしまうのだろう」
- 「社会関係がぜんぜん違う。日本的な集団主義とは相容れない。日本人は自分たちの集団から離れるとまるで無防備になったような気になるんだろう」

最後に『リベラシオン』は、次のように結んでいる。

## 言語学的観点からの考察

### フィラー/舌打ち
森田美里の調査によると、日仏コミュニケーションで言う｢舌打ち」は、正確には「非肺気流子音の歯茎吸着音」であり、誤解を招く原因の一つである。調査結果から、「舌打ち」は一種の談話標識であり、主に注意喚起機能を持っていることが明らかになった。また、この音はフランス語文法の基礎が十分でなく、なおかつ外発的に動機づけられている学習者に「聞こえる」ことが判明した（こうした者が渡仏を控えている場合、日本語とフランス語とにおける「舌打ち」の差異を教えることは有用と推測される）。一方、基礎力が十分あり、なおかつ内発的に動機づけられた学習者は、日本人フランス語教師と同様に「舌打ち」が「聞こえない」ことが分かった。フランス人たちも「舌打ち」は聞こえておらず、会話時に「舌打ち」をした自覚も無かった。
森田がフランス人を対象とした談話調査を行ったところ、フランス語の「舌打ち」は、実際にはフィラーに伴う音であり、
1. 情報処理／言語表現処理
2. 境界設定
3. 発見
4. 発話権の取得および保持
5. 感情表出

という5つの用法が見られた。「舌打ち」を(ts)と表記すれば、次のような一例がある。
Euh vous m’avez dit République... République dans le quartier du Marais (ts) euh vous pouvez y aller par exemple, [...]
これはロールプレイ調査である。通りすがりの観光客に目的地の駅までの行き方を尋ねられたフランス人男性が、地下鉄による行き方を教えている。男性は快く地下鉄案内を引き受けたが、なかなか駅やルートが見つけられない。この状況で「舌打ち」を聞けば、日本人観光客は相手をイライラさせてしまったと自責の念に駆られるか、あるいは「なんて短気な人なんだろう」と思うかもしれない。しかし、フォローアップインタビューで話し手に確認したところ、「舌打ち」をした自覚はなく、苛立ってもいなかった。それは録画ビデオの映像からも裏付けられている。
これらの「舌打ち」は、話し手の人格とは関係がない。このフランス人男性の場合、地図で目的地のある場所を確認し，その後「舌打ち」してから “euh” というフィラーを発している。話し手はこうした音を出すことで、「有意味な発話にはもうしばらくかかるのでそれまで待機してくれ」という指示を相手に出し、データベース（この場合は地図）で検索・演算を行っている。よって「舌打ち」は、「これからデータベースへのアクセスを開始するという標識」と言える。
コンピュータでの作業に喩えると「舌打ち」は、データベース（インターネットの検索エンジン等）にアクセスし、検索ボタンをクリックするという、情報検索の開始のクリック音に似ている。「舌打ち」は、そのような情報処理の進捗状況が無意識的に表出したものだと考えられる。
森田によれば、情報を文字で伝える場合、これらの処理過程は消され、最終的に決定し整えられた内容だけが残される。しかし、音声コミュニケーションにおいては聞き手の存在があるため、進捗状況がフィラーまたは「舌打ち」となって伝えられる。

### 能力・学習方法
森田はフランス人28名、日本人フランス語教師18名に、「舌打ち」研究について述べた。最初フランス人は全員、「舌打ち」の存在自体を否定したが、森田が実例を挙げると「言われてみると普段からしているかもしれない」といった見解を示した。一方日本人教師は、以前気になったことがあるという者が4名いたが、残りの14名はその存在にすら気づいていなかった。
森田は日本人女性のフランス語学習者、A～Eの6人を調査した。学習者の一人、20代後半の女性社会人D（渡仏理由は「フランスに住みたいから」）は、「フランス人と話すのが怖いんです。特に女の人」と述べ、その理由として「自分のフランス語が通じないからか、よく舌打ちされる」ことを挙げた。Dは渡仏して約2ヶ月ホームステイをしながらフランス語学校に通ったが、ホストマザーと上手くコミュニケーションできず、それがトラウマになっているという。Dの話を聞いてEも「そんなに気にはしてないけど、あるかも」と述べた。そこで森田が「舌打ち」の正体を伝えると、Dは非常に驚いていた。
A～Cは「舌打ち」が「聞こえていなかった」、D・Eは「聞こえていた」。学習者は、共通して20代女性だが、いくつかの相違点が見られる。
一つ目は学習期間である。A～Cが毎週180分の授業を約2年受けているのに対し、D・Eは毎週90分の授業を約1年～1年半しか受けておらず、渡仏を控えた学習者としては不十分と言える。
その次は、フランス語学習への動機づけである。動機づけを調査した結果、A～Cはフランス語自体に興味があり、学習を楽しんでいるが、それに対してDは憧れのフランスに住むため、Eは仕事のため、フランス語学習を余儀なくされている。動機づけの心理学研究をリードし、現在もその中核を成している「自己決定理論」から、これらの動機づけを捉えると、前者（A～C）は「内発的動機づけ (motivation intrinsèque)」、後者（D・E）は「外発的動機づけ (motivation extrinsèque)」と分類できる。要約すると、「内発的動機づけ」の特徴は「自己目的性」である。すなわち「内発的動機づけ」は、学習自体が目的になっている意欲であり、それは「知識を深めたり技能を高めたり」「自ら進んで学習に取り組む」特徴がある。それに対し「外発的動機づけ」は、学習以外の目的を達成するための手段・道具として学習を行う、というような意欲である。
最後は、フランス語能力のレベルである。A～Cは渡仏前から、簡単なフランス語が運用できるレベルだった。また、学内で選抜されていることからも、成績優秀者であることがわかる。他方、D・Eは自己紹介と挨拶程度はできるが、その他は話すことも聞くこともできない。先述のように、Dはフランス人と話すことさえも恐れており、Eは「基礎文法をちゃんと勉強していないのにフランス人の接客をしなければならない」という状況で「英語と簡単なフランス語をミックスしたむちゃくちゃで喋っている」と述べているような、最初歩レベルである。
それぞれの特徴をまとめると、「舌打ち」が「聞こえる」者とは、外発的に動機づけられた学習歴の短い入門レベルに達していない学習者である。他方、「聞こえない」者は内発的に動機づけられており、4技能（「聞く」「話す」「読む」「書く」）をバランス良く学習し、ある程度運用できるレベル以上の学習者である。

### 習熟度による差異
同じ音を聞いているにもかかわらず、何故フランス語母語話者や大多数の日本人フランス語教師に「舌打ち」が「聞こえていない」のかという理由は、次のように考えられる。彼らの場合、相手が話す内容を理解することに注意が向けられ、さらにコンテクスト（文脈）も理解できるため、「舌打ち」はフィラーのように聞き流される。すなわち、実際その音は耳に入ってはいるものの、「感情表現ではない」と理解できているため、「舌打ち」は解釈すべき対象として意識されない。
一方「聞こえる」人は、フランス語の内容を理解するための基礎が十分でないため、何かを言われても、それは単なる音の集合体としか認識できない。しかしどうにかして理解しようと試みれば、日本語（あるいは既習外国語）の中に、言われた音と似たものがないか考える。そのような中で歯茎吸着音が現れると、それは日本語の舌打ちとして解釈の対象となる。そして瞬時に「相手が苛立っている」と解釈するため、学習者Dのように「自分が何か悪いことをしたのではないか」、「この人は性格に問題がある」、といったことを感じるようになる。
ただし、学習期間・動機づけ・フランス語レベルは時が経つにつれ変化していくため、ある時期に「舌打ち」が聞こえていても、その後聞こえなくなった日本人フランス語教師も居る。特に、フランス語の基礎が十分身についていない、なおかつ外発的に動機づけられた日本人学習者を教育する場合、「舌打ち」（歯茎吸着音）について指摘することは非常に有用と考えられる。